# Manicoré
Manicoré é um município brasileiro no interior do estado do Amazonas, Região Norte do país. Pertencente à mesorregião do Sul Amazonense e microrregião do Madeira, sua população estimada pelo Instituto Brasileiro de Geografia e Estatística (IBGE) era de 57 405 habitantes em 2021. Localizado nas margens do Rio Madeira, a cidade possui uma posição estratégica entre Manaus e Porto Velho.

## Etimologia
A origem da denominação de "Manicoré" provém do rio Manicoré, um dos afluentes do Rio Madeira. Já o rio Manicoré origina-se da palavra Anicoré, uma das tribos indígenas que habitavam a região à época da colonização.

## História
As origens de Manicoré remontam a 1637, com a expedição de Pedro Teixeira, um explorador e militar português.
As autoridades do Grão-Pará enviaram ao rio Madeira uma escolta, em 1716, comandada por João de Barros e Guerra, experiente capitão, com a finalidade de punir os nativos. Em 1797, funda-se povoação do Crato, sob ordens do Governador do Grão-Pará, tendo em vista facilitar as transações comerciais entre Pará, Mato Grosso e Goiás. A povoação é transferida para um sítio entre os rios Baetas e Arraias, em 1802.
Em 4 de julho de 1858, através da Lei nº. 96, cria-se a freguesia de São João Batista do Crato. Dez anos depois, em 6 de julho de 1868, a sede de freguesia é transferida para o povoado de Manicoré, Por força da Lei nº. 177, passando a denominar-se Nossa Senhora das Dores de Manicoré. Somente em 4 de julho de 1877 Manicoré é elevado à categoria de Vila e é criado o Termo Judiciário, pela Lei nº. 362.
No ano seguinte, em 1878, é sancionada a Lei nº. 386, que faz de Manicoré a sede da Comarca do Rio Madeira. Em 12 de dezembro de 1881, dá-se a instalação da comarca. A partir de então, Manicoré passou a receber intensa migração de nordestinos, fugidos principalmente da Grande Seca de 1877-1878 e atraídos também pelo Ciclo da Borracha, que teve lugar no Amazonas e em regiões do estado do Acre. Por sua localização geográfica privilegiada, Manicoré era passagem dos migrantes que se destinavam ao Acre. Recebeu foros de cidade em 15 de maio de 1896, pela Lei nº. 137.

### História recente
A Lei estadual nº. 96, de 19 de dezembro de 1955, desmembrou parte do território de Manicoré para  formar o município de Novo Aripuanã. Em 10 de dezembro de 1981, através da Emenda Constitucional nº 12, outra parte de seu território é desmembrado, para criar o então município de Auxiliadora que, entretanto, nunca foi instalado, e seu antigo território foi englobado novamente pelo município de manicoré.

## Geografia
Sua população estimada em 2018 pelo Instituto Brasileiro de Geografia e Estatística (IBGE) era de 54 907 habitantes. Localiza-se a 333 km da capital do estado à margem direita do rio Madeira, sua população está dividida entre a zona rural a e cidade.
Segundo dados do Instituto Nacional de Meteorologia (INMET), referentes ao período de 1967 a 1990 e a partir de 1993, a menor temperatura registrada em Manicoré foi de 9,4 °C, ocorrida em 17 de maio de 1968, e a maior atingiu 39,8 °C em três ocasiões, sendo a primeira em 11 de novembro de 1983 e as outras duas em 1989, nos dias 14 de agosto e 14 de setembro. O maior acumulado de precipitação em 24 horas atingiu 168 milímetros (mm) em 11 de novembro de 1968. Fevereiro de 1989, com 814,2 mm, foi o mês de maior precipitação.
| Dados climatológicos para Manicoré | Dados climatológicos para Manicoré | Dados climatológicos para Manicoré | Dados climatológicos para Manicoré | Dados climatológicos para Manicoré | Dados climatológicos para Manicoré | Dados climatológicos para Manicoré | Dados climatológicos para Manicoré | Dados climatológicos para Manicoré | Dados climatológicos para Manicoré | Dados climatológicos para Manicoré | Dados climatológicos para Manicoré | Dados climatológicos para Manicoré | Dados climatológicos para Manicoré |
| Mês | Jan                                | Fev                                | Mar                                | Abr                                | Mai                                | Jun                                | Jul                                | Ago                                | Set                                | Out                                | Nov                                | Dez                                | Ano                                |
| --- | ---------------------------------- | ---------------------------------- | ---------------------------------- | ---------------------------------- | ---------------------------------- | ---------------------------------- | ---------------------------------- | ---------------------------------- | ---------------------------------- | ---------------------------------- | ---------------------------------- | ---------------------------------- | ---------------------------------- |
| Temperatura máxima recorde (°C) | 36,8                               | 37                                 | 37,8                               | 36,6                               | 37                                 | 36,8                               | 36,9                               | 39,8                               | 39,8                               | 38,9                               | 39,8                               | 37,3                               | 39,8                               |
| Temperatura máxima média (°C) | 32                                 | 31,8                               | 32,1                               | 32,2                               | 32                                 | 32,5                               | 33,3                               | 34,2                               | 34                                 | 33,6                               | 33,1                               | 32,3                               | 32,8                               |
| Temperatura média compensada (°C) | 26,3                               | 26,3                               | 26,5                               | 26,6                               | 26,5                               | 26,4                               | 26,7                               | 27                                 | 27,2                               | 27,2                               | 27                                 | 26,6                               | 26,7                               |
| Temperatura mínima média (°C) | 22,8                               | 22,9                               | 22,9                               | 22,9                               | 22,8                               | 22,1                               | 21,8                               | 22,1                               | 22,7                               | 23                                 | 23,1                               | 23                                 | 22,7                               |
| Temperatura mínima recorde (°C) | 13,4                               | 13,6                               | 14                                 | 13,6                               | 9,4                                | 11                                 | 11,5                               | 12                                 | 13,8                               | 13                                 | 14,2                               | 14                                 | 9,4                                |
| Precipitação (mm) | 319,7                              | 347,9                              | 327,3                              | 315,9                              | 210,3                              | 101                                | 48,6                               | 60,5                               | 104,9                              | 199,6                              | 220,5                              | 266,7                              | 2 522,9                            |
| Dias com precipitação (≥ 1 mm) | 20                                 | 19                                 | 20                                 | 19                                 | 17                                 | 10                                 | 6                                  | 6                                  | 9                                  | 13                                 | 14                                 | 18                                 | 171                                |
| Umidade relativa compensada (%) | 87,9                               | 87,8                               | 87,8                               | 87,7                               | 87,6                               | 85,2                               | 81,7                               | 81,4                               | 81,9                               | 83,3                               | 84,9                               | 87                                 | 85,4                               |
| Insolação (h) | 106,9                              | 87,5                               | 93,5                               | 110,9                              | 135,8                              | 182,4                              | 232,8                              | 186,6                              | 156,5                              | 143,5                              | 134,4                              | 112,3                              | 1 683,1                            |
| Fonte: Instituto Nacional de Meteorologia (INMET) (normal climatológica de 1981-2010; recordes de temperatura: 12/06/1967 a 31/12/1990 e a partir de 01/01/1993) |                                    |                                    |                                    |                                    |                                    |                                    |                                    |                                    |                                    |                                    |                                    |                                    |                                    |

## Esporte
O esporte mais praticado em Manicoré é o futebol, a cidade tem uma equipe chamada CDC Manicoré Esporte Clube, que joga no Estádio Flávia Braudt de Oliveira mais conhecido como Bacurauzão.

## Economia
A principal fonte de renda da população provém em parte da produção agrícola, principalmente do cultivo da banana, melancia e da produção de farinha, outras fontes são provenientes do comércio e dos empregos gerados pela prefeitura e estado. O município possui um grande potencial extrativista baseado na borracha e na castanha.
Em 2005, Manicoré é o município maior produtor de banana do Amazonas. Agora também é considerado o maior produtor de Melancia do Estado do Amazonas. [carece de fontes?]
Setor primário
- Agricultura: grande participação na formação do setor. Representa a base da economia, sendo as principais culturas: abacaxi, arroz, batata-doce, feijão, fumo, juta, mandioca e milho. Entre as permanentes destacam-se: abacate, banana, cacau, laranja, limão, tangerina, e melancia. Manicoré é considerada o maior produtor do Norte do Brasil. Destacam-se também a produção de mel, tucumã, citrus e hortaliças em geral.
- Pecuária: concorre notadamente com a criação de bovinos, suínos, caprinos, bubalinos e eqüinos.
- Pesca: Manicoré conta hoje com uma frota de barcos pesqueiros de porte médio e pescadores autônomos que abastecem a cidade. O excedente é comercializado nas capitais de Manaus e Porto Velho e o peixe de couro exportado para todo Brasil.
- Avicultura: é desenvolvida no que se refere à criação de galinhas.
- Extrativismo Vegetal: os principais produtos são: madeiras em toras, borrachas, castanhas, gomas não elásticas e óleo de copaíba.
- Extrativismo Mineral: o município de Manicoré tem na exploração de ouro e sua principal atividade, várias jazidas de casiterita, no Igarapé Preto, São Francisco e etc.

Setor secundário
- Indústrias: padarias, olarias, serrarias, carpintarias, marcenarias, fábrica de gelo, serralharia, britadora e uma companhia de asfalto.

Setor terciário
- Comércio: varejista.
- Serviços: farmácia, restaurantes,lan house, lanchonetes, sorveterias, salões de beleza, livrarias, barbearias, oficinas mecânicas, oficinas de autos, oficinas de bicicletas, casas de vendas de peças de bicicletas, casa de materiais de construção, agência bancária, hotéis e pensões.

## Turismo
A cidade possui vários atrativos turísticos, entre eles o balneário do Atininga distante aproximadamente 10km da cidade, localizado as margens do rio atininga. Outro Balneário que se destaca pela sua beleza, conforto e Segurança é o Balneário do Ademir distante 8km da cidade,localizado na estrada do Inajá em uma propriedade particular, o Balneário oferece diversos serviços para os visitantes (Vale a pena conhecer) e as cachoeiras do Rio Manicoré. É conhecida internacionalmente pela pesca esportiva do Tucunaré (peixe amazônico). E a partir de 6 de abril de 2015, passa a ter voos regulares as segundas e quintas-feira através da empresa aérea MAP Linhas Aéreas (www.voemap.com.br)

## Cultura

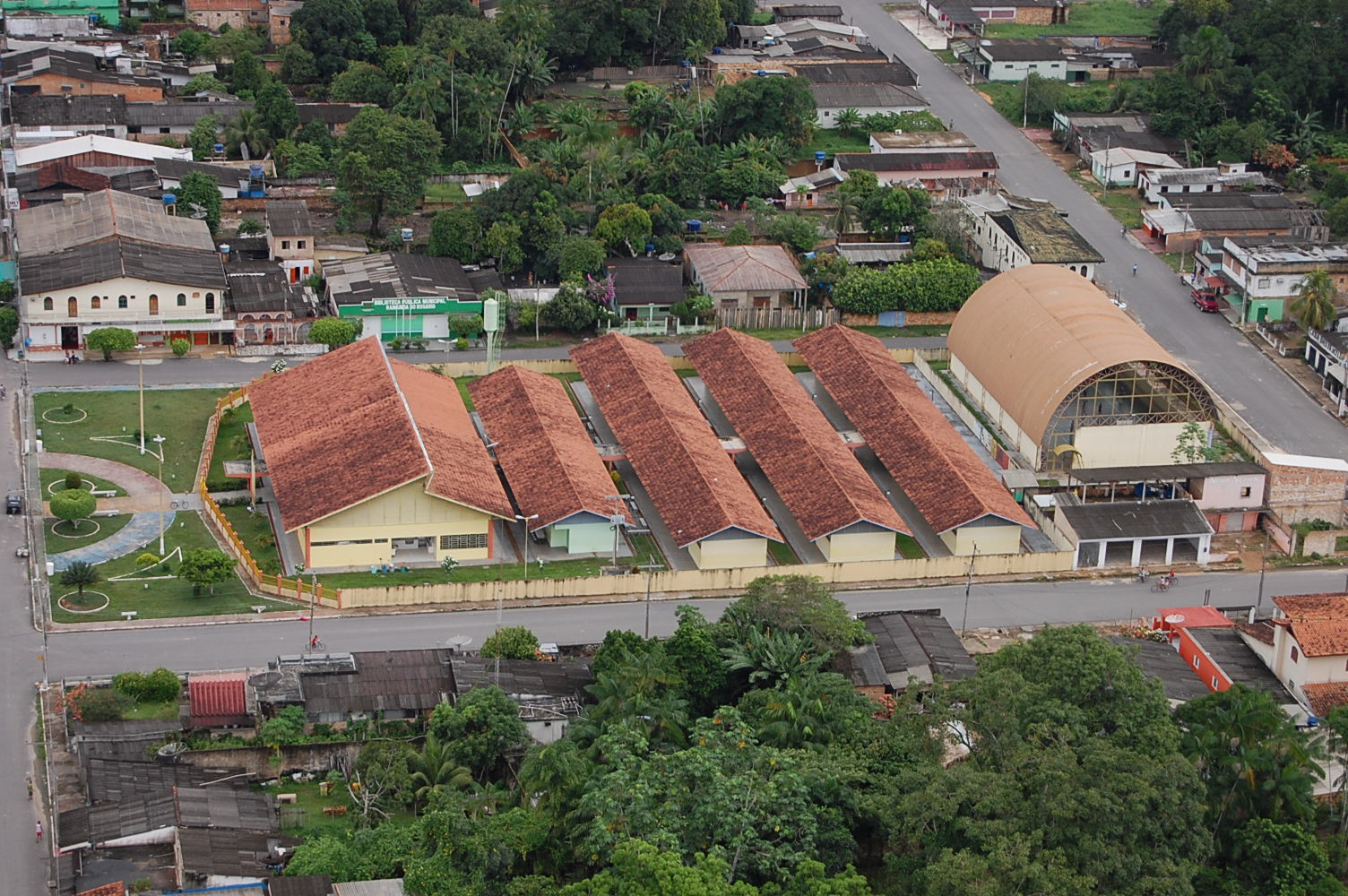
Ginásio Pedro Aguirre, em 2010.

Como atividades culturais, destacamos a Festa da Melancia,os forrós de rua, que transformam as vias de cidade em verdadeiros celeiros dançantes e o Festival das quadrilhas,onde cada bairro envia seu grupo, dando assim um colorido especial ao evento. Festa do açaí realizada na comunidade do estirão, Rio Manicoré  onde o presidente atual é o senhor Hairton Prado Correa.

## Comunicações

### Telefonia
Manicoré é servido pelo sistema de telefonia fixa através da operadora Oi. Na área rural e em alguns distritos existem centrais telefônicas, e em dezenas de comunidades rurais existe o sistema público com um terminal telefônico.
No sistema móvel (celular), Manicoré é servido pelas operadoras TIM, Vivo e Claro.

### Internet
O sistema de internet do município é fornecido através da Oi.

## Filhos ilustres
- José Lindoso (ex-governador),
- Hamilton Cidade (médico e ex-deputado)
- José Cidade de Oliveira (advogado, jornalista e ex-deputado)
- Roger Arthur da Cunha Alves (médico cirurgião)

## Aeroporto

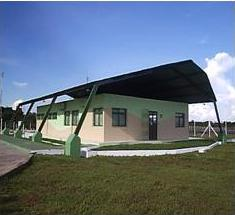
O Aeroporto Gnamy em Manicoré.

A cidade conta com um aeroporto servido pela companhia MAP com voos regulares para Manaus, além de serviço de táxi aéreo.